# Allen Drury
Pour les articles homonymes, voir Drury.
Allen Drury, né le 2 septembre 1918 à Houston et mort le 2 septembre 1998  à San Francisco, est un écrivain américain.

## Biographie
Il obtient le prix Pulitzer en 1960 pour Titans (Advise and Consent).

## Œuvre traduite en français
- Titans [« Advise and Consent »], trad. de Micheline Barrault, Paris, Éditions Julliard, 1960, 847 p. (BNF 32986600)